# قیمت – آن‌ها بازگشته‌اند
قیمت-آنها بازگشته‌اند (به هندی: Keemat – They Are Back) فیلمی محصول سال ۱۹۹۸ و به کارگردانی سمر ملکان است. در این فیلم بازیگرانی همچون آکشی کومار، سیف علی خان، راوینا تاندون، سونالی بندره، انوپم کهیر، دالیپ تاهیل، شاکتی کاپور، موشومی چاترجی، راوی کیشان، جانی لور، موکش خانا ایفای نقش کرده‌اند.